# Кукольный домик

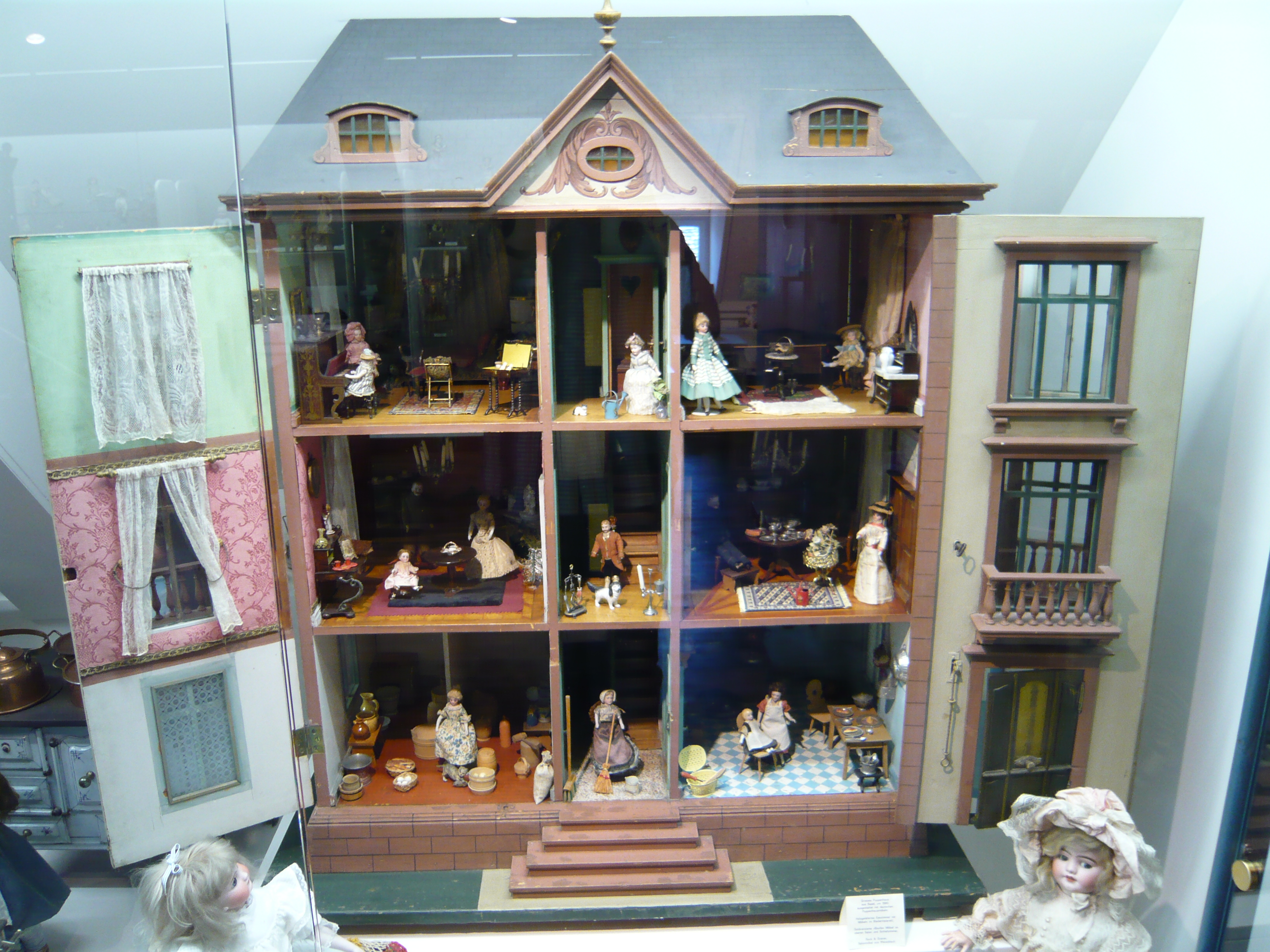
Кукольный домик ручной работы.

Кукольный домик — игрушка в виде здания (как правило, жилого особняка). Существует огромное количество её разновидностей, различающихся размерами, способом изготовления и использованными для этого материалами, художественной ценностью.

## История
В Европе такие игрушки известны как минимум с XVI века; первоначально они были довольно большого (для игрушек) размера, однако в XVIII веке появились миниатюрные кукольные домики, которые дети могли носить в руках. Кукольные домики с XVI по начало XX века практически всегда делались вручную, при этом некоторые из них, особенно маленькие домики с множеством максимально реалистично смоделированной комнат и даже миниатюрными предметами мебели, считались настоящими произведениями искусства, стоили больших денег и впоследствии превратились в объекты коллекционирования. Больше всего кукольных домиков до Первой мировой войны производилось в Германской империи.
После Второй мировой войны объёмы производства этого вида игрушек резко возросли, как в Европе, так и в Северной Америке, однако сами по себе кукольные домики стали намного менее детализированными и красивыми. В 1950 году стандартный кукольный домик делался из листового металла, а миниатюрная мебель, если она в нём была, — из пластика; производство однотипных домиков было ставилось на поток на промышленных предприятиях, в то время как ранее эти игрушки обычно изготавливались полностью из дерева, а каждый кукольный домик отличался от другого; с другой стороны, после войны в силу удешевления процесса изготовления эта игрушка стала намного более доступной.

## Стандарты размеров
Детские домики XVII и XVIII веков, а также игрушечные кукольные домики XIX и начала XX века редко имели одинаковые размеры, скорее они создавались индивидуально для заказчика, учитывая особенности или содержания какого-либо отдельного дома или куклы. Несмотря на то, что в XIX веке ряд производителей занимался линиями миниатюрной мебели для кукол, эти игрушки создавались не в строгом масштабе.
Стандартизированные размеры для современных кукольных домиков включают в себя масштабы 1:6, 1:12, 1:16, 1:18, 1:24 и 1:48
Детские кукольные домики XX и XXI веков имеют шкалу 1:18 или 2/3 дюйма (где 1 фут представлен как 2/3 дюйма). Среди известных брендов — Le Toy Van (Великобритания), Lundby (Швеция), Sylvanian Families (Япония). Несколько брендов используют шкалу 1:16 или 3/4 дюйма.
В Германии в середине XX века шкала 1:10 стала популярной так как она ближе к метрической системе. Домики, выпускаемые в Германии, сегодня по шкале ближе к 1:10, чем к 1:12.
Самый большой общий размер для кукольных домиков — 1:6, который является пропорциональным для кукол Барби, и других кукол высотой 30-35 см, а также мебели и аксессуаров. В России наибольшую популярность получили домики KidKraft (США)

## В криминалистике
Кукольные домики используются в качестве учебных пособий для судмедэкспертов и криминалистов. Так в Гарвардской школе судебной медицины (основана в 1931 г. Фрэнсис Глесснер Ли) применяется методика обучения с применением уменьшенных копий мест преступления в виде кукольных домиков. «Домики» повторяют все детали подлинных мест преступлений и используются для развития аналитических навыков студентов. Методика получила, в частности, высокую оценку Эрла Гарднера, автора детективов о Перри Мейсоне.

## Румбокс
Румбокс (англ. room box, от room — комната,  и box — коробка) — детализированный макет небольшого помещения, часто без крыши или стенок, либо с прозрачными. Используется в качестве кукольного домика или в декоративных целях, также продаётся в виде интерьерного конструктора, обычно неразборного. Конструктор рассчитан для детей постарше и взрослых.